# Rey Mago de las Nubes (álbum)
Rey Mago de las Nubes es el tercer álbum de estudio del cantante argentino de reggae Bahiano. Fue publicado el día 14 de febrero de 2011 bajo el sello discográfico de Sony Music. Fue producido por él mismo junto con Matías Zapata.

## Contenido
El álbum contiene en su mayoría covers de canciones de varios artistas como León Gieco, Víctor Jara, José Barros, Chacho Echenique, Chico César, Los Panchos, entre otros.
«A primera vista», compuesta por Chico César, interpretada en portugués por Daniela Mercury y adaptada al español por Pedro Aznar, fue el primer sencillo promocional del álbum.
El álbum cuenta con la colaboración de artistas invitados, incluyendo a los cantantes Abel Pintos y Rossana Bonetto, así como al grupo de murga uruguaya Agarrate Catalina. Pintos participa en la canción «Doña Ubensa», Bonetto en «El burrito» (tercer sencillo del álbum), y Agarrate Catalina en «Calle Luna, Calle Sol».

### Creación del álbum
La primera cuerda para la concreción de «Rey Mago de las Nubes» pudo haberse disparado en abril del 2010, cuando el cantante fue invitado al Avery Fisher Hall del Centro Lincoln, en Nueva York, para formar parte del Tributo a Mercedes Sosa.
Sin embargo no, ésa no fue la primera cuerda, punta o “arista”; dos años antes de tamaña función de gala, aquel mismo «Duerme negrito» había encontrado su forma en una de las cotidianas reuniones del Bahiano con su productor y amigo, el músico Matías Zapata.

### Título del álbum
Sobre la elección del título del álbum, Bahiano expresó:

"¡No sabemos...!. Era una tarde al pedo, y había una idea de reformatear todo. En lo personal, yo necesitaba una mutación. Aun con Pericos había propuesto la aventura de hacer una nueva versión de nuestras canciones con música árabe, flamenca, gaitas, etc. Después del colapso con la banda, en 2004, vinieron mis primeros discos solistas con los que siempre me sentía como “rindiendo examen...”, mientras que parte del público pensaba que yo seguía en lo mismo de siempre. ¡Claro que me gustó lo que hice con Pericos, no desmerezco absolutamente nada y nunca pensé que llegaríamos tan lejos...! Pero a mí me hacía falta otra cosa. Nómade fue un escalón un poco más arriba, con otro tipo de mezclas musicales; estuvo a mitad de camino, y de ahí lo de nómade. Sin embargo, la pelota no terminaba de cerrarme. No estaba la costura."
Bahiano entrevistado en 2011.

## Lista de canciones
| Rey Mago de las Nubes |                                                 |                                                |          |  |
| N.º                   | Título                                          | Escritor(es)                                   | Duración |  |
| 1.                    | «El pescador»                                   | Bahiano* · José Barros                         | 3:05     |  |
| 2.                    | «Duerme negrito»                                | Víctor Jara                                    | 2:48     |  |
| 3.                    | «Si me voy antes que vos»                       | Jaime Roos                                     | 3:17     |  |
| 4.                    | «Príncipe azul»                                 | Eduardo Mateo · Horacio Buscaglia              | 2:54     |  |
| 5.                    | «A primera vista»                               | Pedro Aznar* · Chico César**                   | 3:43     |  |
| 6.                    | «Doña Ubensa» (con Abel Pintos)                 | Chacho Echenique                               | 3:24     |  |
| 7.                    | «El burrito» (con Rossana Bonetto)              | Andrés Levin · Chino Rodríguez · Ileana Padrón | 3:58     |  |
| 8.                    | «Calle Luna, Calle Sol» (con Agarrate Catalina) | Willie Colón                                   | 3:27     |  |
| 9.                    | «El vagabundo»                                  | Alfredo Gil · Víctor Simón                     | 3:03     |  |
| 10.                   | «El sol brillará»                               | Bahiano · Matías Zapata                        | 3:08     |  |
| 11.                   | «Rey Mago de las Nubes»                         | León Gieco · Ricardo Vilca                     | 3:13     |  |
| 12.                   | «Fácil no es»                                   | Bahiano · Matías Zapata                        | 3:42     |  |

Notas:
- (*) Letra solamente.
- (**) Música solamente.

## Músicos
- Bahiano — voces, coros y percusión.
- Matías Zapata — piano, teclados, charango, cuatro, percusión y coros.
- Hernán Martin — batería.
- Lucas Pagano — guitarras, cavaquinho.
- Jony Monti — bajo.
- Nicolás Arroyo — percusión.
- Luciana Palacios — coros.
- Fabián Veglio — trompeta.
- Pablo Fortuna — saxo tenor.
- Alejo Von Der Pahlen — saxo barítono.
- Matías Traut — trombón.
- Ervin Stutz — 2.º trombón en «Calle Luna, Calle Sol».
- Víctor Carrión — quenas y silkus en «El sol brillará», «Rey Mago de las Nubes» y «Doña Ubenza».

Invitados
- Abel Pintos: voz en «Doña Ubenza».
- Rossana Bonetto: voz en «El burrito».
- Agarrate Catalina: invitación especial en «Calle Luna, Calle Sol».

## Datos técnicos
- Producción, arreglos y dirección musical: Bahiano y Matías Zapata.
- Producción ejecutiva: Juanjo Carmona, Nicolás Manzini y Matías Zapata.
- Grabación en: Fort Music y Tatu Estela. Mezcla en: Tatu Estela.
- Asistentes de estudio: Oscar Giménez y Norberto Villagra.
- Diseño: Zona de Obras.
- Fotos: Nora Lozano.
- Ilustraciones: Sebastián Carrasco.
- A&R: Rafa Vila.
- Asistentes de A&R: Luciana Crespo y Cynthia de Cáceres.